# Moide
Moide ist ein Ortsteil der Stadt Soltau im Landkreis Heidekreis in Niedersachsen. Die Ortschaft hat ca. 35 Einwohner und ist damit der kleinste Ortsteil Soltaus. Die Telefonvorwahl von Moide ist 05190, sie weicht somit von der Kernstadt Soltau ab.

## Geografie

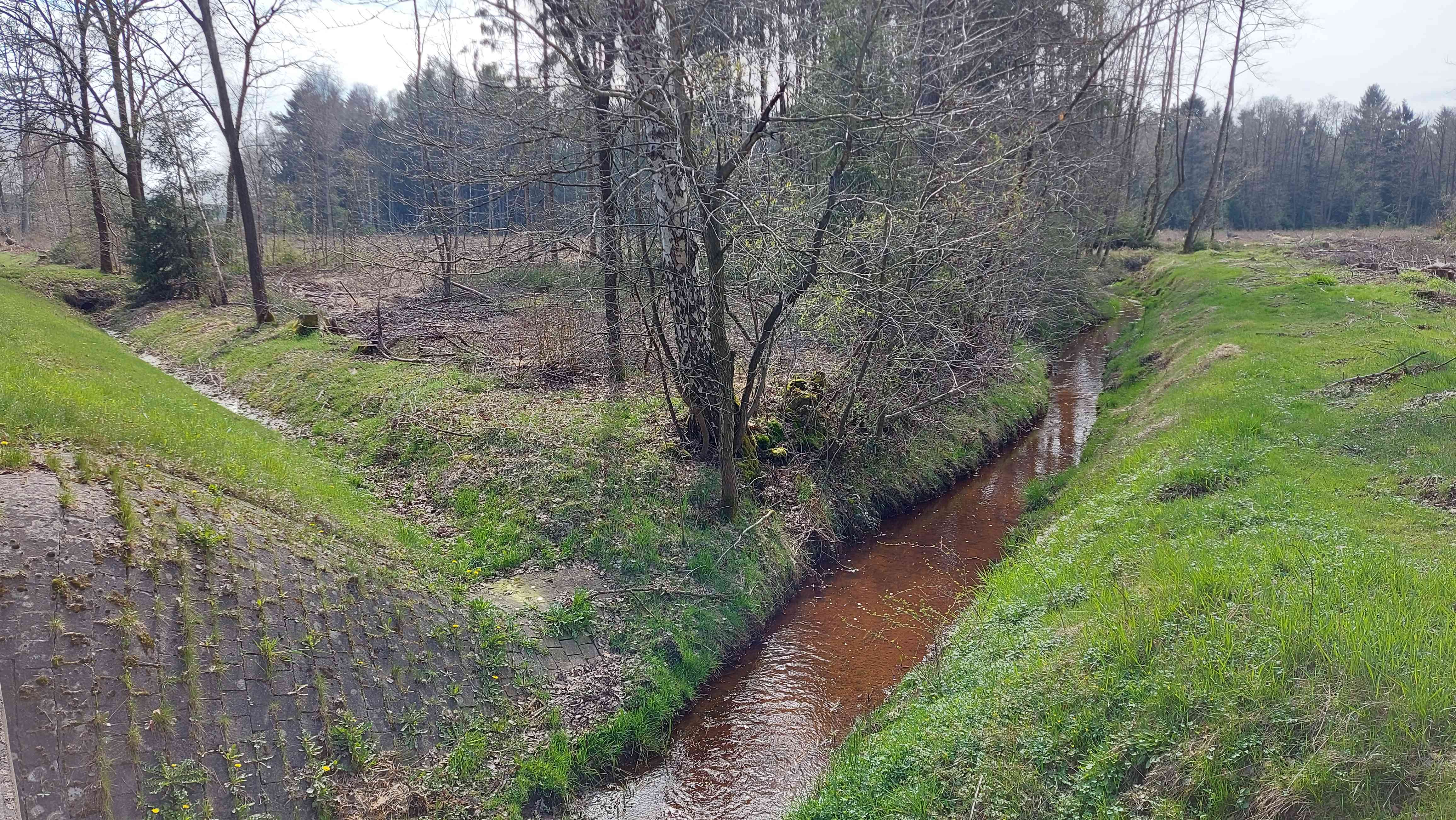
Die Wietze nahe Moide

Moide liegt in der Lüneburger Heide östlich von Soltau.
Zu Moide gehören ebenfalls die Weiler Brümmerhof und Willenbockel.
Durch den Ort verlaufen die A 7 und die Kreisstraßen 10 und 42 sowie die Amerikalinie.
Nordöstlich des Ortes entspringt die Wietze,  ein 27 Kilometer langer Fluss, der größte Nebenfluss der Örtze.

## Geschichte
Anfang des 19. Jahrhunderts bildeten die drei Gemeinden Oeningen, Harber und Moide einen Schulzweckverband. Bis zur Eingemeindung wurden die Schüler im Harberer Schulhaus unterrichtet.
Am 1. März 1974 wurde Moide in die Stadt Soltau eingegliedert.

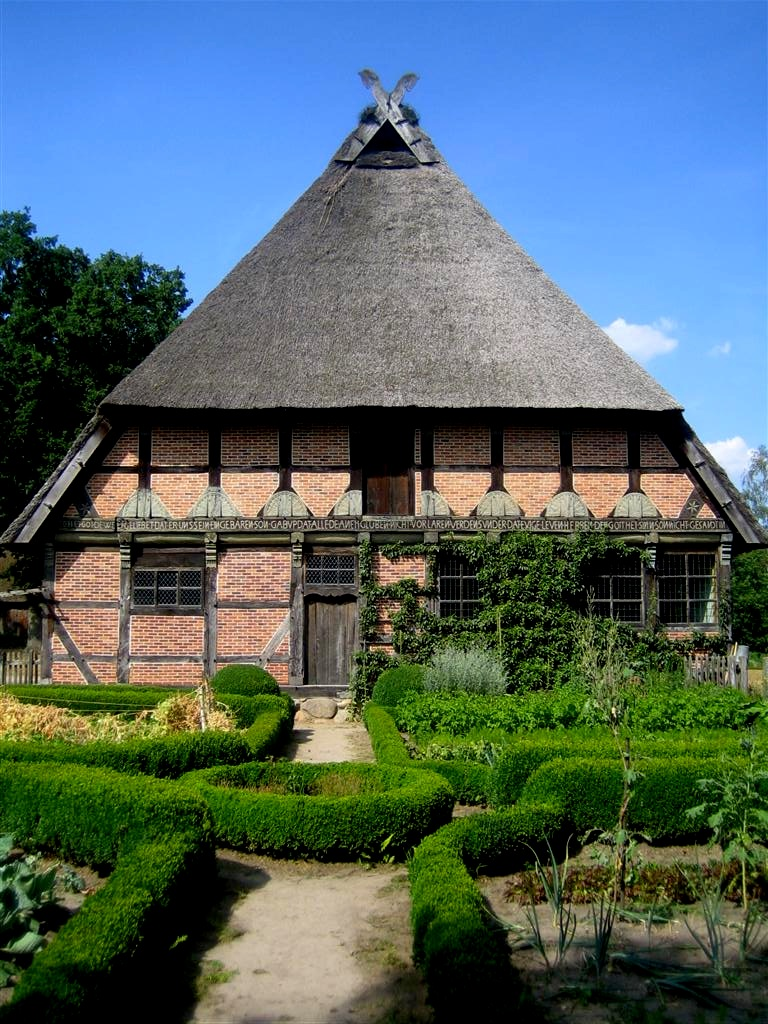
Haupthaus des Brümmerhofs im Museumsdorf Hösseringen

1979–1982 wurde vom Brümmerhof bei Moide das große niederdeutsche Hallenhaus von 1644 sowie zwei Treppenspeicher von 1731 und 1808/1852 in das Museumsdorf bei Hösseringen umgesetzt.

## Politik
Ortsvorsteherin ist Ulrike Willenbockel.